# Julian Alaphilippe
Julian Alaphilippe (Saint-Amand-Montrond, 11 de juny de 1992) és un ciclista francès, professional des del 2013. Competeix també en ciclocròs. Actualment corre per l'equip Tudor Pro Cycling Team.
En ruta destaca la victòria final en la Volta a Califòrnia de 2016, la primera posició a la Fletxa Valona de 2018 les segones posicions a la Fletxa Valona i Lieja-Bastogne-Lieja del 2015, i la Fletxa Valona de 2016 i 2017, en tots els casos rere Alejandro Valverde. El 2017 va guanyar una etapa a la Volta a Espanya.
El 2020, a Imola, es proclamà campió del món en ruta, un títol que no aconseguia cap ciclista francès des de feia 23 anys, quan Laurent Brochard el guanyà a Sant Sebastià el 1997.
En 2021 ha aconseguit a les carreteres de Flandes el que està a l'abast de molt pocs: es proclamà per segon any consecutiu campió del món en ruta.
El seu germà petit Bryan també es dedica al ciclisme.

## Palmarès en ruta
- 2011
  - 1r a La Gainsbarre
- 2012
  - Vencedor d'una etapa a la Copa de les Nacions Vila de Saguenay
- 2013
  - 1r al Gran Premi Südkärnten
  - Vencedor d'una etapa al Tour de Bretanya
  - Vencedor d'una etapa a la Volta a Turíngia
  - Vencedor d'una etapa al Tour de l'Avenir
- 2014
  - Vencedor d'una etapa al Tour de l'Ain
- 2015
  - Vencedor d'una etapa a la Volta a Califòrnia i 1r de la classificació dels joves
- 2016
  - 1r a la Volta a Califòrnia i vencedor d'una etapa
- 2017
  - Vencedor d'una etapa a la París-Niça
  - Vencedor d'una etapa a la Volta a Espanya
- 2018
  - 1r de la Fletxa Valona
  - 1r a la Clàssica de Sant Sebastià
  - 1r a la Volta a la Gran Bretanya i vencedor d'una etapa
  - 1r a la Volta a Eslovàquia i vencedor d'una etapa
  - Vencedor d'una etapa a la Colombia Oro y Paz
  - Vencedor de 2 etapes a la Volta al País Basc
  - Vencedor d'una etapa al Critèrium del Dauphiné
  - Vencedor de 2 etapes al Tour de França i  1r del Gran Premi de la Muntanya
- 2019
  - 1r a la Strade Bianche
  - 1r a la Milà-Sanremo
  - 1r de la Fletxa Valona
  - Vencedor de 2 etapes a la Volta a San Juan
  - Vencedor d'una etapa al Tour Colombia
  - Vencedor de 2 etapes a la Tirrena-Adriàtica
  - Vencedor d'una etapa a la Volta al País Basc
  - Vencedor d'una etapa al Critèrium del Dauphiné
  - Vencedor de 2 etapes al Tour de França i  Combativitat
- 2020
  -  Campió del món de ciclisme en ruta
  - 1r a la Fletxa Brabançona
  - Vencedor d'una etapa al Tour de França
- 2021
  - 1r de la Fletxa Valona
  - Vencedor d'una etapa a la Tirrena-Adriàtica
  - Vencedor d'una etapa al Tour de França
  -  Campió del món de ciclisme en ruta
- 2022
  - Vencedor d'una etapa a la Volta al País Basc
  - Vencedor d'una etapa al Tour de Valònia
- 2023
  - Vencedor d'una etapa al Critèrium del Dauphiné
- 2024
  - Vencedor d'una etapa al Giro d'Itàlia
  - Vencedor d'una etapa a la Volta a Eslovàquia
  - Vencedor d'una etapa al Czech Tour
- 2n a la Clàssica de Sant Sebastià

### Resultats al Tour de França
- 2016. 41è de la classificació general
- 2018. 33è de la classificació general. Vencedor de 2 etapes.  1r del Gran Premi de la Muntanya
- 2019. 5è de la classificació general. Vencedor de 2 etapes.  Combativitat  Porta el mallot groc durant 15 etapes
- 2020. 36è de la classificació general. Vencedor d'una etapa.  Porta el mallot groc durant 3 etapes
- 2021. 30è de la classificació general. Vencedor d'una etapa.  Porta el mallot groc durant 1 etapa
- 2023. 33è de la classificació general

### Resultats a la Volta a Espanya
- 2017. 68è de la classificació general. Vencedor d'una etapa
- 2022. Abandona (11a etapa)

### Resultats al Giro d'Itàlia
- 2024. 48è de la classificació general. Vencedor d'una etapa

## Palmarès en ciclocròs
- 2011-2012
  -  Campió de França sub-23 en ciclocròs
- 2012-2013
  -  Campió de França sub-23 en ciclocròs